# Абэ, Ута
Ута Абэ (яп. 阿部 詩 Абэ Ута, род. 14 июля 2000) — японская дзюдоистка, обладательница 5-го дана Кодокан (2022), чемпионка Олимпийских игр 2020 года, пятикратная чемпионка мира 2018, 2019, 2022, 2023, 2025 годов в весовой категории до 52 кг.

## Биография
Ута Абэ — сестра дзюдоиста, олимпийского и четырёхкратного чемпиона мира Хифуми Абэ.
Абэ стала самой молодой дзюдоисткой, выигравшей Гран-При IJF (Международная федерация дзюдо): она заняла первое место на Гран-При Дюссельдорфа в феврале 2016 года.
Она участвовала на чемпионате мира 2018 года в Баку и выиграла свой первый титул чемпионки мира в возрасте 18 лет. Ута стала третьей самой молодой дзюдоисткой в истории, когда-либо завоевавшей титул лучшей дзюдоистки планеты. Сначала Абэ победила польскую дзюдоистку Каролину Пеньковскую, а затем Фабьен Кочер из Швейцарии. Далее она одержала победу над Джессикой Перейрой из Бразилии, а потом в полуфинале она нанесла поражение Амандин Бюшар из Франции менее чем за 40 секунд. В финале Абэ встречалась с соотечественницей и действующей на тот момент чемпионкой мира Аи Сисимэ и выиграла золотую медаль.
На предолимпийском чемпионате мира 2019 года, который проходил в Токио, завоевала золотую медаль, переиграв в финале российскую спортсменку Наталью Кузютину.
На Олимпийских играх 2020 года завоевала золотую медаль в весовой категории до 52 кг, в финальной схватке одолев француженку Амандин Бюшар.
В мае 2023 года, в столице Катаре, на чемпионате мира, японская дзюдоистка в весовой категории до 52 кг стала чемпионкой, в финале победив узбекскую спортсменку Диёру Келдиёрову. 
28 июля 2024 года на Олимпиаде в Париже, в 1/16 соревнований проиграла со счетом 1:10 спортсменке из Узбекистана Диёре Келдиёровой, которая в итоге завоевала титул олимпийской чемпионки. Ута Абэ была фавориткой турнира, действующая олимпийская чемпионка и четырёхкратная чемпионка мира, которая до этого не проигрывала на мировых турнирах по дзюдо в течение пяти лет. В последний раз Ута Абэ проигрывала 47 побед назад в ноябре 2019 года, когда она уступила Амандин Бюшар из Франции. После поражения 24-летняя спортсменка из Японии залилась слезами и осталась лежать, уткнувшись лицом в мат. Она продолжила безудержно плакать, когда поднялась, а тренер пытался сделать всё, чтобы её утешить.
В июне 2025 года на чемпионате мира в Будапеште в весовой категории до 52 кг завоевала золотую медаль. В схватке за титул одолела соперницу из Косово Дистрию Красничи. 